# Vila Nova da Barquinha
Vila Nova da Barquinha is een gemeente in het Portugese district Santarém.
De gemeente heeft een totale oppervlakte van 50 km² en telde 7610 inwoners in 2001.

## Plaatsen in de gemeente
- Atalaia
- Moita do Norte (Vila Nova da Barquinha)
- Praia do Ribatejo
- Tancos
- Vila Nova da Barquinha